# アラン・ガードナー (初代ガードナー男爵)
初代ガードナー男爵アラン・ガードナー（英: Alan Gardner, 1st Baron Gardner、1742年2月12日 – 1808年12月31日）は、イギリス海軍の軍人、貴族。1761年のフィニステレ岬の海戦、1782年のセインツの海戦、1794年の栄光の6月1日など多くの戦闘に参戦して戦功を挙げ、晩年には各地の海軍基地総司令官を歴任した。主に海軍の支持を受けて、庶民院議員を16年間務めた。

## 生涯
ウィリアム・ガードナー陸軍中佐（William Gardner、1691年 – 1762年）と妻エリザベス（1708年 – 1783年、ヴァレンタイン・ファリントンの娘）の三男として、1742年4月12日にスタッフォードシャーのユートクセターで生まれた。
1755年5月にイギリス海軍に入隊して、戦列艦メドウェイ（艦長ピーター・デニス）に配属された。1758年1月に戦列艦ドーセットシャー（艦長ピーター・デニス）に転じ、1759年のキブロン湾の海戦に参戦した。1760年3月7日に大尉に昇進して戦列艦ベローナ（艦長ピーター・デニス）に転じ、艦長がロバート・フォークナー（Robert Faulknor）に交代したときもベローナに残った。ベローナでは1761年のフィニステレ岬の海戦に参戦した。1762年4月12日に中佐に昇進して、火船レイヴェン（Raven）に配属された。1766年5月17日に大佐に昇進して、戦列艦プレストンの艦長に任命されてジャマイカに向かった。1768年にフリゲートのレヴァントの艦長に異動して、1771年まで務めた。1769年にはジャマイカで結婚した。
1775年にフリゲートのメイドストーンの艦長に任命されたが、前回と同じく西インド諸島での駐留だった。アメリカ独立戦争が勃発すると、1778年に第4代ハウ子爵リチャード・ハウのいる北米海岸に派遣され、北米に派遣されたフランス艦隊の情報をハウにもたらした。同年11月にフランスの商船を拿捕してアンティグア島に向かい、そこでジョン・バイロンにより戦列艦サルタンの艦長に任命され、1779年7月のグレナダの海戦でバイロンの副官の1人を務めた。1780年に護送船団の一員としてイングランドに派遣された後、1781年の後半に戦列艦デュークの艦長になり、1782年のセインツの海戦で戦功を挙げた。アメリカ独立戦争が終結すると帰国して、1786年にジャマイカ海軍基地総司令官に任命されて再びジャマイカに向かった。ジャマイカに3年間滞在した後、1789年に帰国した。
友人で海軍卿の第2代チャタム伯爵ジョン・ピットの影響力により、1790年1月に下級海軍卿（Lord of the Admiralty、海軍本部委員会の委員）に任命され、海軍の支持を得て同年2月1日にプリマス選挙区の補欠選挙で庶民院議員に当選した。しかし同年6月に解散総選挙になり、この4か月間に議会で発言した記録はなかった。1790年イギリス総選挙でも海軍の支持を受け、112票（得票数1位）で再選した。
1793年2月に少将に昇進した。同年にフランス革命戦争が勃発すると、3月にリーワード諸島海軍基地総司令官に任命され、艦隊を率いてカリブ海に向かったが、上陸部隊の人員不足により、西インドにおけるフランス植民地への攻撃はほとんど行われなかった。結局、ガードナーは10月に退任して帰国した。再びハウの部下になったが、1794年の栄光の6月1日で戦功を挙げたため、褒賞として7月4日に中将に昇進、9月9日にグレートブリテンにおける準男爵に叙された。1795年6月23日のグロワ島の海戦には初代ブリッドポート男爵アレグザンダー・フッドの部下として参戦したが、さほど功績を挙げられなかった。1796年より海峡艦隊の副司令官（総司令官はブリッドポート）を務めた。
チャタム伯爵の後任の第2代スペンサー伯爵ジョージ・スペンサーはガードナーを下級海軍卿に登用せず、ガードナーは1795年3月に退任した。1796年イギリス総選挙に向けた選挙活動でははじめプリマスでの再選を目指したが、最後になって首相小ピットの圧力によりウェストミンスター選挙区からの出馬に変更した。ウェストミンスターでは選挙費用の高さにより1790年に与野党の妥協が成立し、それぞれ1議席を指名することとなった。1796年の総選挙でも妥協が継続し、ガードナー自身が「与野党の体面を保てる程度に手に手を取って」野党候補チャールズ・ジェームズ・フォックスとともに当選すると予想した。そのため、選挙戦はガードナー、フォックス、ジョン・ホーン・トゥック（ロンドン通信協会が後援）の三つ巴という様相を呈したものの、『英国議会史』はガードナーとホーン・トゥックの支持者がそれぞれ「よりましな2人目」として2票目をフォックスに投じ、結果はフォックス5160票、ガードナー4814票、ホーン・トゥック2819票でフォックスとガードナーが当選した。1802年イギリス総選挙では競売人ジョン・グラハム（John Graham）が無所属票を当てにして立候補し、ガードナーが2431票（得票数2位）で再選したが、『英国議会史』はグラハムに特筆すべき後援組織がないにもかかわらず、1693票も得たことがウェストミンスターにおける無所属層の強さを表すと評した。この総選挙ではガードナーの登院率の低さが責められたが、ガードナーは一度に2か所に現れることはできないと反論した。議会に登院できたときはおおむね政府を支持した。
1797年のスピットヘッドとノアの反乱では、反乱者と直接交渉したが、結局は癇癪を起こしてしまい、ある反乱水兵ののどを絞め上げて全員を絞首刑にするぞと脅した。このため水兵たちが激怒したが、ガードナーは間一髪で難を逃れた。1799年2月に青色大将に昇進した。ガードナーはこの時点では激務の軍職を求めず、1799年9月にはポーツマス海軍基地総司令官への就任を頑なに拒否したが、1800年4月にブリッドポートの後任が自身ではなく初代セント・ヴィンセント伯爵ジョン・ジャーヴィスとなったことに怒り、議員辞任をちらつかせたうえ、セント・ヴィンセントにもがさつな態度であたった。1800年8月にコーク海軍基地総司令官に任命され、12月23日にアイルランド貴族であるユートクセターのガードナー男爵に叙されたことでガードナーの怒りが和らげられ、1801年にはセント・ヴィンセントとも和解してセント・ヴィンセントから仕事を賞賛された。1803年3月に暫定という形でポーツマス海軍基地総司令官を務め、6月に退任したのち同年にコーク海軍基地総司令官にもどった。
1806年イギリス総選挙では政府がウェストミンスターで候補者2人への支持を許諾し、ガードナーを支持できなくなったため、ガードナーはその補償を要求し、1806年11月27日に連合王国貴族であるスタッフォードシャーにおけるユートクセターのガードナー男爵に叙された。
1807年4月に海峡艦隊総司令官に任命されたが、健康の悪化により翌年に辞任した。1808年12月31日に死去、10日にジャマイカの教会で埋葬された。長男アラン・ハイドが爵位を継承した。

## 家族
1769年5月20日、ジャマイカのキングストンでスザンナ・ハイド・ゲイル（Susannah Hyde Gale、1749年5月3日 – 1823年4月20日、フランシス・ゲイルの娘、ターナー氏の未亡人）と結婚、7男1女をもうけた。
- アラン・ハイド（英語版）（1771年2月5日 – 1815年12月22日） - 第2代ガードナー男爵[1]
- フランシス・ファリントン（1772年6月21日 – 1821年7月8日） - 海軍軍人。1809年5月4日、キャサリン・ヴァン・ストラウベンジー（Catherine van Straubenzee、1870年7月15日没、チャールズ・スペンサー・ヴァン・ストラウベンジーの娘）と結婚、子供あり[7]
- スザンナ・ホール（1773年7月17日 – 1853年5月9日） - 1794年1月7日、ジョン・コーンウォール（John Cornwall）と結婚[7]
- ウィリアム・ヘンリー（1774年10月6日 – 1856年12月15日） - 1804年2月20日、イライザ・リディア・ファイアーズ（Eliza Lydia Fyers、1788年 – 1850年4月29日、ウィリアム・ファイアーズの娘）と結婚、子供あり[7]
- ハーバート（1781年8月20日 – 1858年8月10日） - 1804年11月7日、メアリー・アン・コーンウォール（Mary Anne Cornwall、1857年11月6日没、ジョン・コーンウォールの娘）と結婚、子供あり[7]
- エドワード（1784年3月9日 – 1861年10月5日[7]）
- ヴァレンタイン・ウィリアム（1787年3月20日 – 1829年11月） - 海軍軍人[7]
- サミュエル・モートン（1851年11月28日没[7]）

## ガードナーにちなむ愛称と地名

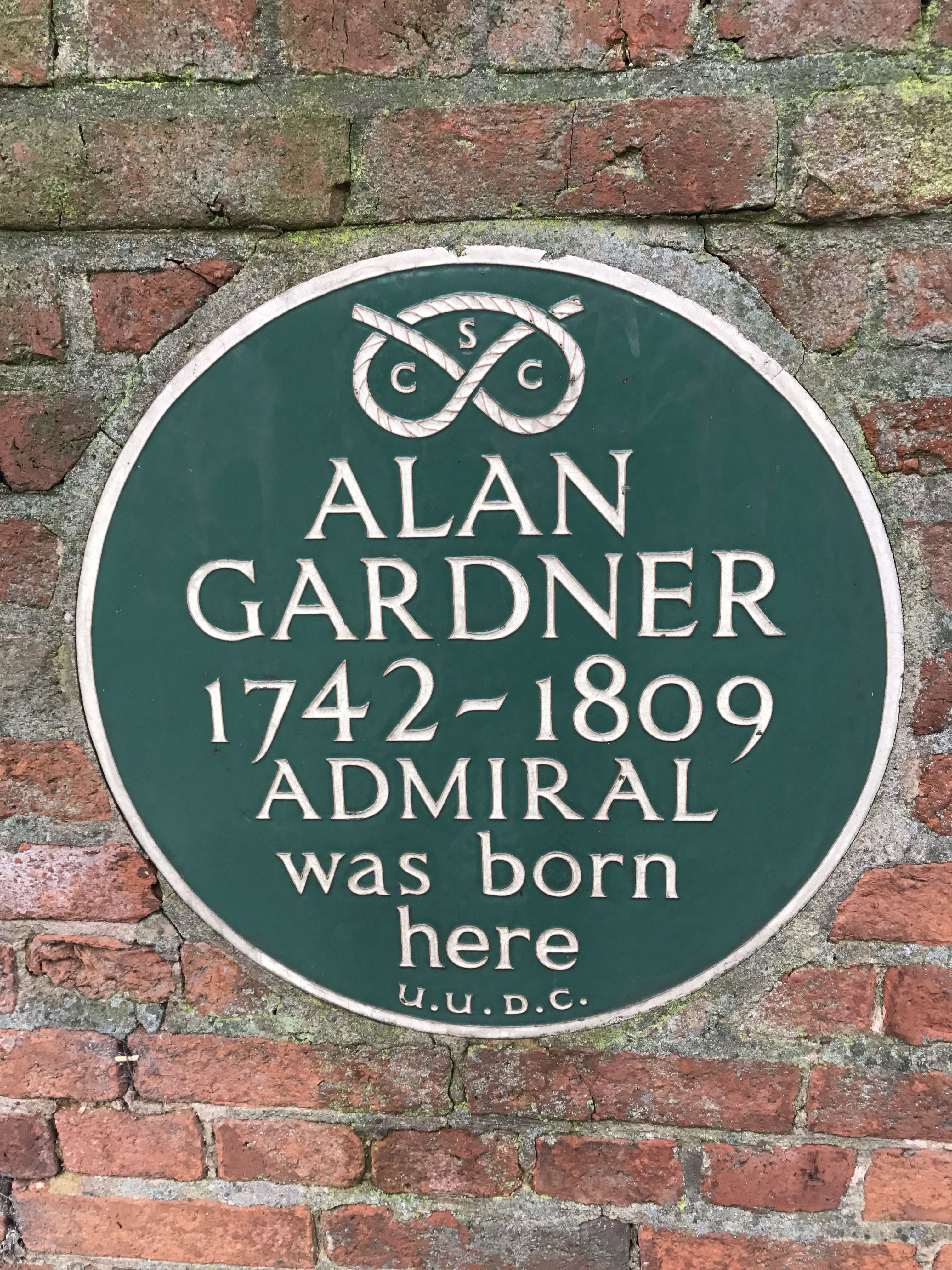
ガードナーを記念する飾り板。ユートクセター、2017年撮影。

「イースト・インディアマン」の1隻であるアドミラル・ガードナーはガードナーにちなんで名づけられた。1809年1月25日、この艦はグッドウィン・サンズで難破した。